# Makedonski Telekom
Makedonski Telekom AD (macédonien : Македонски Телеком АД, code MBID TEL) est une entreprise macédonienne de télécommunications.
Filiale du groupe hongrois Magyar Telekom, dont l’actionnaire principal est Deutsche Telekom, Makedonski Telekom est l'une des dix plus grandes entreprises macédoniennes et elle entre dans la composition du MBID, un indice de la Bourse macédonienne.
En plus de gérer le réseau téléphonique national, l'entreprise propose des services de téléphonie classique, l'accès à internet et la télévision IP.

## Formation de Makedonski Telekomunikacii

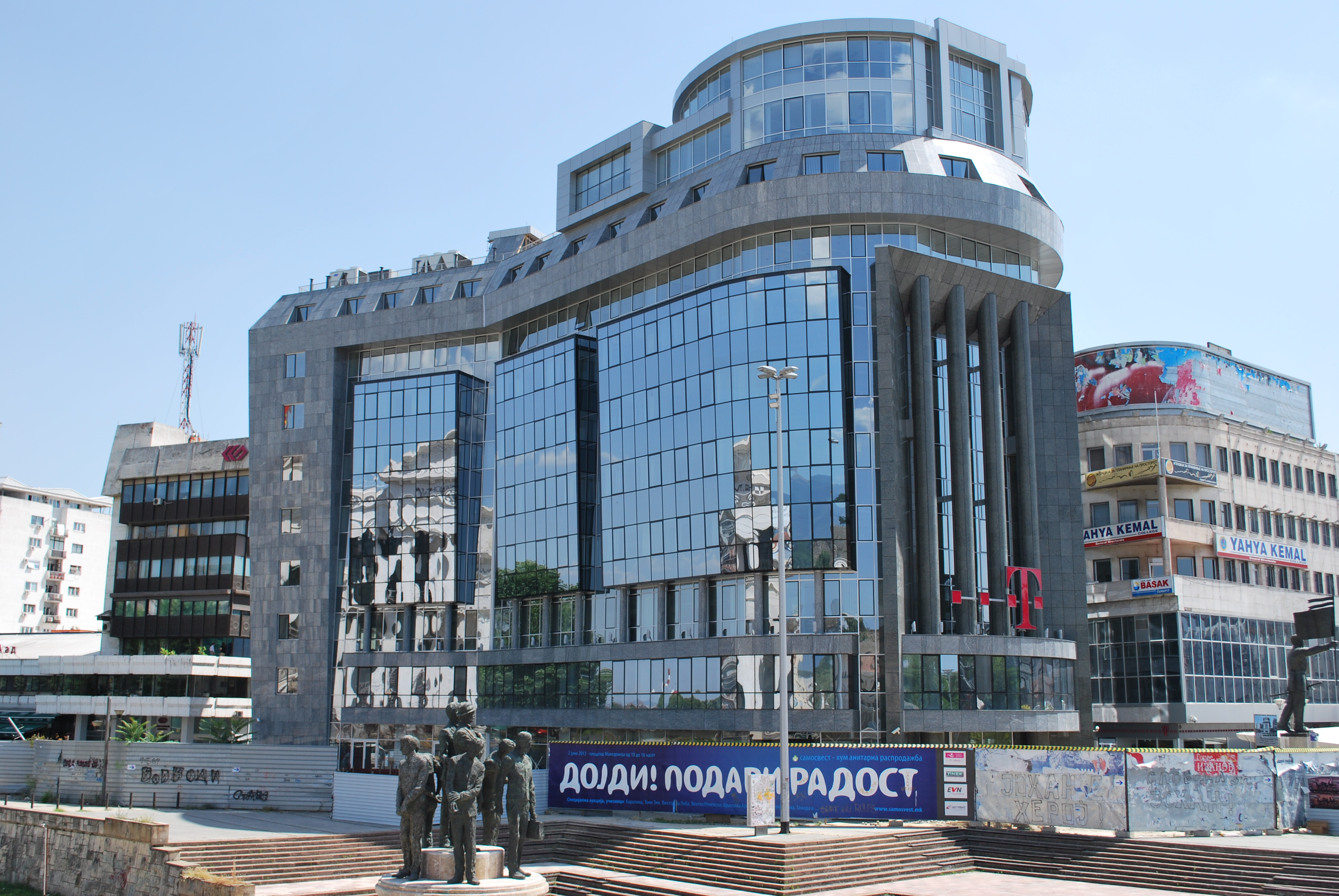
Siège social de Makedonski Telekom sur la place de Macédoine à Skopje.

Le 1er janvier 1997, PTT Makedonija, le groupe postal national, fut divisé en deux entreprises publiques, Pošta na Severna Makedonija, qui ne s'occupe plus que du courrier et des fonctions bancaires, et Makedonski Telekomunikacii, à qui échoient les télécommunications. En mars 1998, la société a été enregistrée comme société à actions à participation publique afin de préparer la privatisation.

## Privatisation
La privatisation a eu lieu le 15 janvier 2000, lorsque le gouvernement de la République de Macédoine et un consortium dirigé par l'opérateur hongrois Matav, ont signé un contrat pour l'acquisition d'actions par Matav. L'entreprise hongroise fut alors propriétaire de 51 % des parts et est ainsi devenue propriétaire de Makedonski Telekomunikacii. En octobre 2008, le gouvernement macédonien détenait toujours quelques actions de la société. 
Le 1er juin 2001, un fournisseur en téléphonie mobile, T-Mobile Macédoine (anciennement Mobimak) a commencé à fonctionner comme entité juridique distincte de Makedonski Telekomunikacii, dont elle est restée une filiale. 

## Changement d'identité
Le 1er mai 2008, AD Makedonski Telekomunikacii devient officiellement partie du groupe mondial Deutsche Telekom, en acceptant le logo en "T" de la marque. À partir de cette date, la société fonctionne comme une filiale du groupe sous le nom de Makedonski Telekom.